# Маллет, Хьюго
Хьюго Эрнесто Маллет (англ. Hugo Ernesto Mallet; 8 июля 1889, Монтевидео, Уругвай — 26 июня 1988, Буэнос-Айрес, Аргентина) — английский футболист, нападающий, всю жизнь проживший в Южной Америке.

## Биография
Хьюго Эрнесто Маллет родился 8 июля 1889 в британском консульстве в Монтевидео. Его отец Хью Анри Маллет был единственным консулом Великобритании в Уругвае, мать Хью, Октавия Дуранго, была британкой, рождённой в Колумбии. Так как консульства и посольства считаются частью страны, которую они представляют, Маллет сразу получил британское подданство.
После нескольких лет в Уругвае семья переехала в Аргентину, где Анри Маллет начал работать консулом Британии в Росарио. В этом городе Хьюго Маллет провёл большую часть детства. Там же учился в Англо-аргентинском коммерческом колледже.
Как и многие британцы, Маллет играл в футбол, в 1905 году его пригласили в созданную 2 года назад команду «Ньюэллс Олд Бойз», преимущественно состоявшую из британских и немецких подданных. Свою первую игру Маллет провёл 21 мая 1905 года на турнире Кубок Сантьяго Пинаско, это была первая официальная игра в истории «Олд Бойз». «Ньюэллс» выиграл Кубок Пинаско, который стал первым трофеем команды, а на следующий год повторил это достижение.
В 1907 году был создан Кубок Никасио Вилы, который стал главным турниром в Росарио в начале XX века, первым обладателем трофея стал «Ньюэллс Олд Бойз», который выиграл 8 кубков, к 4-м из которых приложил свои усилия Хьюго Маллет. Так же в Аргентине проводился Кубок де Онор, первенство в котором оспаривали лучшие команды Росарио и Буэнос-Айреса, «Олд Бойз», с Маллетом в составе, победил на нём в 1911 году.
В 1912 году Маллет завершил карьеру футболиста, но не ушёл из «Олд Бойз», работая в административном аппарате клуба, а с 1912 по 1914 работая в команде секретарем.
14 января 1915 года женился на Элисе Хулиане Тьельш в городе Левалье, что в провинции Кордова.
В 1916 году Хьюго Маллет переехал в Аргентину в Буэнос-Айрес работать управляющим на промышленном предприятии, принадлежавшем Британии. Там он остался до конца своих дней, скончавшись 26 июня 1988 года, через 30 лет после смерти супруги. Хьюго Эрнесто Маллет был похоронен на Британском кладбище Буэнос-Айреса.

## Награды
- Обладатель Кубка Сантьяго Пинаско: 1905, 1906
- Обладатель Кубка Никасио Вилы: 1907, 1909, 1910, 1911
- Обладатель Кубка де Онор: 1911